# Umm Haratayn, Hama
Umm Haratayn (tiếng Ả Rập: أم حارتين) là một ngôi làng Syria nằm trong phó huyện Suran ở huyện Hama. Theo Cục Thống kê Trung ương Syria (CBS), Umm Haratayn có dân số 528 trong cuộc điều tra dân số năm 2004.